# Денни цепной пёс
«Дэнни цепной пёс» (англ. Danny the Dog, также известный как Unleashed — «Спущенный с цепи») — фильм режиссёра Луи Летерье, вышедший в 2005 году. В прокате в США фильм получил рейтинг R.

## Сюжет
Дэнни постоянно ходит в ошейнике, ест и спит в ошейнике, практически круглые сутки проводит в ошейнике. Именно так, ещё с пелёнок, воспитал его Барт, гангстер из Глазго, который не брезгует никакими методами для достижения поставленных целей. Когда ему длительное время не отдают долг, у Барта лопается терпение и тогда он снимает с Дэнни ошейник. Именно в такие мгновения Дэнни превращается в настоящую собаку, в некую смесь неудержимого боевого робота владеющую в совершенстве боевыми искусствами и жестокого зверя. Не нашлось ещё ни одного соперника, равного Дэнни в сражении. Парень по развитию стоит на уровне ребёнка и не знает иной жизни, кроме ожесточённых драк или полусонного существования в ошейнике. Но однажды Дэнни оказывается в доме слепого пианиста Сэма, где узнаёт, что есть жизнь, наполненная звуками и чувствами.

## В ролях
| Актёр         | Роль            |
| ------------- | --------------- |
| Джет Ли       | Денни           |
| Морган Фримен | Сэм             |
| Боб Хоскинс   | Барт            |
| Керри Кондон  | Виктория        |
| Винсент Реган | Раффлс          |
| Дилан Браун   | Лэфти           |
| Тамер Хассан  | Джорджи         |
| Скотт Эдкинс  | боец в бассейне |

## Факты
- Роль Барта была специально написана для Алберта Финни, но он отказался от неё, для того чтобы сыграть в «Крупной рыбе» (2003). Также эта роль была предложена Энтони Хопкинсу, Майклу Кейну и Брайну Коксу. В итоге, Барта сыграл Боб Хоскинс.

- В первом варианте сценария Сэм (Морган Фриман) не был слепым. Но после того как Морган Фриман посетил школу игры на фортепиано для слепых, он предложил сделать его персонажа слепым, так как, по его мнению, в этом случае Сэму легче «видеть» в Дэнни ребёнка, а не жестокого убийцу.

- В фильме присутствует не только самая продолжительная сцена драки с участием Джета Ли в его карьере, но и самая жестокая.

- Люк Бессон написал сценарий фильма специально для Джета Ли.

- Съёмки картины проводились в течение января — мая 2003 года в Глазго (Великобритания) и Норфолке (Великобритания), также несколько сцен было снято во Франции.

- В процессе съёмок сценарий видоизменялся с учётом пожеланий Моргана Фримена (который иногда даже выводил из себя режиссёра) и Боба Хоскинса.